# Radnice v Písku
První radnice v Písku je historicky doložena k roku 1407. Nacházela se na nynějším Alšově náměstí č. 38. Od roku 1509, kdy získalo město do svého majetku královský hrad, byl využíván také jako radnice. Na tomto místě v části hradního areálu byla postavena v letech 1740–1764 v pozdně barokním slohu budova současné radnice.
Stavbu započal pražský architekt Jakub Schödler a dokončili ji Antonín Müller a František Pfanner.
Radnice má symetrickou dvoupatrovou hlavní fasádu se dvěma hranolovými věžemi. Ve středu se nachází trojúhelníkový tympanon s plastickým znakem města. Na vrcholu se nacházejí kamenné alegorické sochy představující Spravedlnost, Sílu a Trpělivost a dvě vázy, zhotovené v roce 1764 sochařem Leopoldem Hueberem z Českých Budějovic.
Autorem věžních hodin z roku 1768 je pražský hodinář Sebastian Londensperger. Původní dosud funkční hodinový stroj se nachází ve druhém poschodí výstavních prostor Prácheňského muzea. Každý den od 8 do 17 hodin se každou celou hodinu z budovy radnice rozeznívá zvonkohra, zakoupená městem v roce 1999 a zahrnující přibližně 400 skladeb, spouštěných dle náhodného výběru.
Pod balkonem z let 1822–1830, z něhož byla s malým předstihem vyhlášena na manifestaci 14. října 1918 Československá republika
, se nachází pamětní deska věnovaná píseckým rodákům – Václavu Hladiči Píseckému (1482–1511) a Janu Kocínovi z Kocínetu (1543–1610). Budova měla původně podloubí, které bylo r. 1845 zrušeno a upraveno na místnosti. Ve zdi schodiště je zazděn originál kamenného městského znaku z morového sousoší, které se nachází na Alšově náměstí.
Při vstupu do budovy je umístěna deska obětem nacismu z řad pracovníků města. Budova slouží jako sídlo městského úřadu. Hlavním průchodem se jí prochází do areálu hradu a Sladovny. V prvním patře radnice se nacházejí reprezentační místnosti. Největší z nich se štukovým stropem sloužila jako zasedací síň městského zastupitelstva, je využívána jako svatební obřadní síň, prostor pro vítání občánků a další akce.